# 蔡金塗
蔡金塗（1914年—1988年3月23日），號阿城
，出生於台北市大橋頭（今大同區）的小康家庭，父親經營醬油料生意，但家人染上煙隠致使家道中落，7歲就打雜工奉養雙親。

## 早年生活
少年時跟著兄長在戲班跑龍套兼雜工
學會了武打及唱戱，在此其間因爲演戱受到女觀眾的喜愛而被人戱稱呼爲「賣奶城/米奶城」閩南語意指是靠女人吃軟飯。
於19歲由友人相約西渡中國福州工作。在福州打工時多次看到福州霸王「外號：白𤠣」欺壓打工的地方，蔡金塗有一天就蹲在福州城門等候「白𤠣」並且與其打了一架之後，白𤠣反與蔡金塗結爲好友，一改以往欺壓別人的個性爲善幫助社會。
蔡金塗在福建時拜入「洪門」。

## 青年時期
由福州虎的介紹在上海認識了杜月笙之後返回台灣。返台後蔡金塗結合友人成立貨運公司在台北各水門碼頭及車站服務。
1945年統治台灣的日本戰敗，蔡金塗浩然挺身輸送居住在台灣的日本一般百姓至基隆港促使其可以安全離開台灣返回日本。
當時有些台灣人士想要組織台灣國並邀請蔡金塗加入做三軍司令，蔡金塗沒有加入簽署。此案國民政府來台時本來預定想要做總統的H人士逃亡到日本，預定做總理的K人士被國民政府抓著思想改造後變成國民黨員後爲大老(此人由此學會平劇専唱文戲諸葛亮)。
台灣光復後在228事件中蔡金塗多次救援無估民眾爲了避免風險出走到基隆，在基隆傳授少年時期所學會的戲劇，此後基隆的各軒社稱蔡金塗爲老師。

## 中壯年時期
38歳那一年，蔡金塗出生地的台北大橋頭幫派及台北下厝庒仔幫發生了糾紛，
蔡金塗挺身爲兩個幫派做調解卻被下厝庒幫H大哥認爲蔡金塗是在幫自己出生地大橋頭幫，居然派出多名殺手埋伏暗殺，所幸蔡金塗有武打底子又加反應快當場擊斃部分殺手後身負重傷逃生至大稻程(延平北路)徐外科救回一命。
第二天全台都爲蔡金塗熱心想幫助調解而被誤解反而被人暗殺而震驚，並有許多人大抱不平要爲蔡金塗報仇而四處追尋剩下的兩個殺手。
在這其間大橋頭C幫主單身出手殺了下厝庒幫主後逃亡往日本關西地區。
經此變動後這兩殺手走投無路，逃到蔡金塗所住院的徐外科跪求蔡金塗饒命，當時蔡金塗正面臨被暗殺所負傷的大小五十幾處傷口每天超越兩個小時的換藥痛苦。面對兩殺手的跪求蔡金塗說「我知道你們是被人指使，我當然原諒你們。目前在台灣還有許多人在追殺你們，我會對外說：我已經原諒你們。但是我不敢保證每個人都會聽我的勸說，我建議你們在這段期間儘量避走」，當場又叫家人拿逃亡費用給兩殺手遠走國外，兩殺手將此「以德報怨」外傳後才建立蔡金塗在社會的崇高地位，並且用「阿城哥」來稱呼。
在藝文界也幫助台灣電影界的推廣與投資拍片。
1953年蔡金塗最高票當選了台灣光復後第一届省轄市市議員，但因當時台灣的議會生態環境不合蔡金塗個性，蔡金塗只有當任此屆不再競選連任。
1960年台北市長選舉由中國國民黨推周百錬，而無黨籍高玉樹也加入參選。
當時中國國民黨T秘書長要求蔡金塗輔選中國國民黨推薦的周百鍊，蔡金塗推辭說「以前我多次幫貴黨參選人士，但是高玉樹先生是我友人我這次選擇中立兩邊都不參與。請貴黨安心專注在選舉」。
有一天高玉樹的宣傳隊伍經過蔡金塗家，高玉樹進入拜訪適逢蔡金塗外出由家人接待，不久之後高玉樹一行人告辭而由蔡金塗家人送至宣傳車並說「祝高票當選」。第二天蔡金塗被請到保安司令部(舊警備總司令部)，問蔡金塗要不要幫中國國民黨推薦的候選人，而蔡金塗又再次推辭，T下命令在選舉期間要蔡金塗去「休息」用軍人押送上軍車載到基隆港換軍艦送到綠島監獄，隔天報紙居然報導「罪大惡極的流氓被捕」說蔡金塗要串連全台灣的流氓及多數無實罪名瞬間套在蔡金塗的頭上，台灣社會大大驚動其所認識的蔡金塗與被套上的不實罪行有天地之差，又隔天在前天報導「罪大惡極的流氓被捕」後，其他的報社的社論中有良知的評論員指出「我們所認識的蔡金塗並沒有做任何犯罪事實，並且爲善不落人後」去反擊前天報導事項，此後延續了一陣子直至當時的國民大會代表崔震權先生拿報紙去給蔣介石總統看，蔣總統嚇了一跳(才知道蔣總統看的新聞報導稿與民間版不一樣。而蔡金塗以前當選第一屆省轄市議員時就與蔣介石總統認識且多次懇談過)急指派飛機到緑島接蔡金塗回台灣。
之後中國國民黨T秘書長被下放到中華民國駐南非大使。
(之後在台北市中山堂蔡金塗爲了感謝蔣介石總統，粉墨登場演出平劇祝賀蔣介石總統生日)。
此後蔡金塗更退出政治活動致力於民間傳統文化與台灣警務處長王成章先生成立台北市民間遊藝協會，培養台灣民間文化的舞龍舞獅·南北管樂團·參與台灣全省廟會，在台灣各大廟會慶典活動中都可以看到蔡金塗的身影及功績。更於每年十月二十五日擧辦「慶祝台灣光復節」的遊行。並且長期配合中華民國政府在十月十日雙十國慶日當天下午於總統府廣場前民間表演做總指揮，帶領台灣各界團體做表演深獲國內外貴賓的贊揚。
1960年代初次訪日本拜訪僑居的華僑，並建立日本政財界及民間團體關係。
又領臺北市保齢球隊遠赴菲律賓參加比賽。其間與洪門菲律賓的昆仲懇親。
1970年代經日本參議院議員長谷川仁介紹與自由民主黨幹事長田中角榮會談，田中角榮請蔡金塗募款幫其能在自由民主黨總裁選舉的資金，田中角榮保証他如果當選總裁而且當選日本總理大臣一定不會和中華民國斷交，於是蔡金塗走遍全日本從僑胞處募款給田中角榮，沒想到田中角榮當選總理大臣居然訪問中華人民共和國之後宣布建交，對此背信蔡金塗一氣之下將田中角榮所贈送的禮物全部丟棄，好幾年都不再訪問日本。

## 晚年
1980年代蔡金塗數次訪問美國拜會華人在當地的商會與社團，努力於華人社會的團結。
1988年，蔡金塗因爲春節之前連續參加各項活動典禮及喜慶宴會全台灣奔波勞碌病倒，經一個多月的治療3月23日在台北逝世，由逝世至5月26日大禮期間約兩個多月期間全世界各界親友都來祭拜。大禮當天，上萬的台灣各界人士及世界各界親友都來送蔡金塗最後一程，當然蔡金塗所創立的台北市民間遊藝協會一百多個團體及全台灣的社團也發揮其各種專長的傳統民俗演藝來列隊遊行悼念他。

## 外部連結
- [永久]
- 台北淡水南北軒記事
- 文化部文化資產局[永久]
- 第六期台北市政府刊
- 歷任台北市議員任期(1)[永久]
- 邱坤良専欄 傳藝稀微之廣陵散 靈安社與共樂軒-大稻程 風傳媒 （页面存档备份，存于）
- 北管式微軒社現消失危機[]，中時電子報

中央研究院近代史研究所
口述歷史(五): Google圖書結果
李熬
快意恩仇録
- [永久]

日本青思会議長 高橋正義 livedoor Blog
- [永久]

- 中央日報
- 開眼電影網[永久]
- 角力與崢嶸 試論顧正秋與戴綺霞對臺爭勝的意義-國立臺北藝術大學[永久]
- 慶祝台灣光復台北法主公廟遶境
- 八將介紹 道教 SOGO論壇 （页面存档备份，存于）
- 彩繪風情 三重區公所[永久]
- 特寫 蔡氏宗親會與大道公之淵源 學詩[永久]